# Udarni (Krasnodar)
Udarni (del ruso: Ударный) es un jútor del raión de Kanevskaya del krai de Krasnodar del sur de Rusia. Está situado a orillas del arroyo Zubova, afluente del río Miguta, 14 km al norte de Kanevskaya y 129 km al norte de Krasnodar, la capital del krai. Tenía 426 habitantes en 2010.
Pertenece al municipio Starodereviankovskoye.